# Żądło (film)
Żądło (ang. The Sting) – amerykańska komedia kryminalna z 1973 w reżyserii George’a Roya Hilla. Obraz nagrodzony Oscarem w kategorii „Najlepszy film” (1973).

## Obsada
- Paul Newman – Henry Gondorff
- Robert Redford – Johnny Hooker
- Robert Shaw – Doyle Lonnegan
- Charles Durning – porucznik William Snyder
- Ray Walston – J.J. Singleton
- Eileen Brennan – Billie
- Harold Gould – Kid Twist
- John Heffernan – Eddie Niles
- Dana Elcar – Polk – Agent Specjalny FBI
- Jack Kehoe – Joe Erie/Erie Kid
- Sally Kirkland – Crystal
- Robert Earl Jones – Luther Coleman
- Dimitra Arliss – Loretta Salino
- James Sloyan – Mattola

## Fabuła
Akcja toczy się w latach 30. XX wieku w Stanach Zjednoczonych. Dwaj oszuści, Luther Coleman i Johnny Hooker okradają człowieka, który okazuje się kurierem groźnego gangstera, jakim jest Doyle Lonnegan. Johnny za skradzione pieniądze kupuje garnitur, resztę traci w kasynie, w grze w ruletkę. Luther informuje Johnny’ego, że wycofuje się z „tego sportu”. Hooker jest tym zaskoczony, jednak Coleman mówi mu, kto go nauczy dalej oszukiwać. Tym kimś jest Henry Gondorff, oszust karciany.
Lonnegan, gdy dowiaduje się, że jego kurier został okradziony, wysyła ludzi, którzy mają za zadanie zabić Luthera i Johnny’ego. Luther ginie, natomiast Hookerowi udaje się ujść z życiem. Poprzysięga zemstę, w tym celu jedzie do Chicago, aby odnaleźć Henry’ego Gondorffa, zrobić wielki przekręt i zemścić się na Lonneganie. Gondorff się zgadza. Organizują grupę ludzi, która ma na celu zaplanować i wykonać przekręt.

### Plan
Johnny, Henry, J.J., Kid Twist spotykają się, aby razem ułożyć mistyfikację, której ofiarą ma paść Lonnegan. Ustalają, że „oskubią” go na zakładach bukmacherskich, natomiast przynętę zarzucą w pociągu, którym regularnie jeździ Lonnegan.

### Przynęta

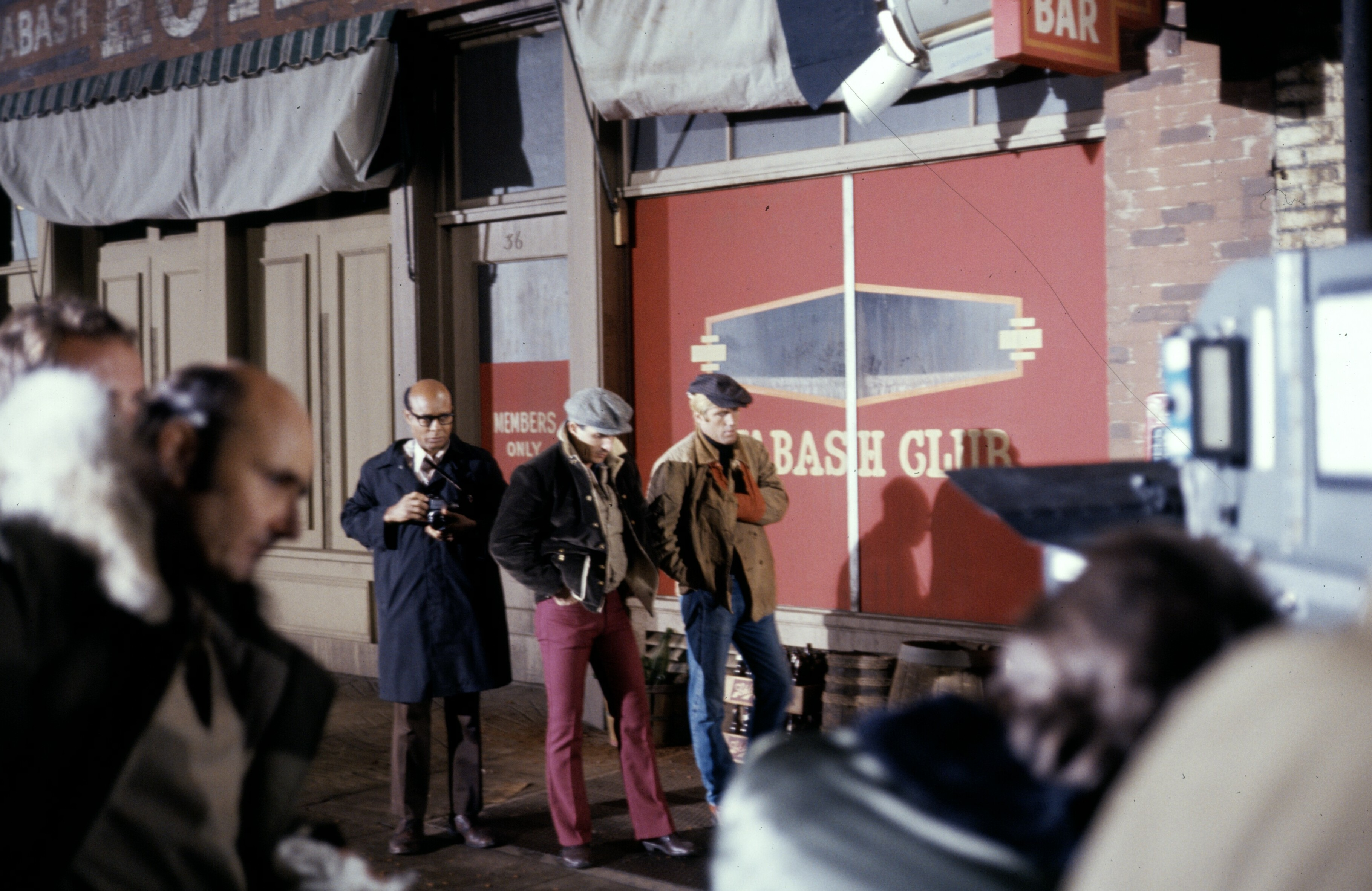
Plan filmu

Johnny, Billie, Henry i J.J. wsiadają do pociągu, którym jeździ Lonnegan. J.J. zdobywa karty, którymi grywa gangster, natomiast partnerka Henry’ego, Billie, kradnie Lonneganowi portfel, podaje go Johnny'emu, który przekazuje go Henry'emu.
Gondorff pokazuje Johnny'emu triki karciane, następnie rozcieńcza dżin, przepłukuje nim usta, po to aby wiarygodnie udawać pijanego. W tym samym czasie Kid Twist zbiera ludzi, którzy będą pracować przy telegrafie oraz charakteryzuje starą salę bilardową na zakład bukmacherski. W pociągu, Henry wchodzi do przedziału, gdzie odbywa się gra, przeprasza za spóźnienie, tłumacząc się pobytem w toalecie. Gra gburowatego, pijanego szefa zakładu bukmacherskiego z Chicago. Przez całą grę przekręca nazwisko Lonnegana, czym wyprowadza go z równowagi. Wygrywa kilka partii, jednak najważniejsza gra to ostatnie rozdanie. Otóż Lonnegan wychodzi na chwilę z przedziału, zleca swojemu człowiekowi ułożenie talii na trójki i dziewiątki. Gdy w grze pozostaje tylko Henry, który przedstawia się jako Shaw i Doyle, pula nieoczekiwanie wzrasta do 15000 $. Henry widząc karetę trójek, podmienia karty, w konsekwencji pokonuje Lonnegana i zgarnia pulę. Gdy gangster chce wypłacić Henry'emu pieniądze, zauważa brak portfela, mówi, że musiał zostawić portfel w przedziale, Henry nie pozwala mu wyjść, ale w końcu mówi, że wyśle do niego chłopaka imieniem Kelly po pieniądze (w rzeczywistości jest to Hooker). Gdy Hooker przychodzi do Lonnegana mówi mu, że Shaw oszukiwał. Następnie pozoruje pragnienie zemsty i wciąga w grę Lonnegana. Umawiają się na spotkanie i gangster odwozi chłopaka do domu. Hooker zauważa, że z drzwi wypadła mała karteczka, co oznacza, że ktoś musi być w środku. Ucieka przed mordercami, jednak nie mówi nic o tym Gondorffowi.

### Bajer
Hooker mówi Lonneganowi, że wie, jak „skaleczyć” Shawa na dużą sumę pieniędzy. Mówi mu, że ma swojego człowieka w Western Union, skąd przekazywane są informacje do zakładów bukmacherskich. Robią próbę. Kid Twist (zaufany człowiek z Western Union) dzwoni do kawiarni i informuje Lonnegana o tym, który koń zwycięży w danej gonitwie. Gangster idzie do zakładu, gdzie płaci 2000$ na tego konia, koń wygrywa. Hooker idzie do Lonnegana i namawia go, żeby zrobić jeden dobry zakład i puścić Shawa z torbami. Gangster jednak chce zakład obstawić zaraz, lecz biuro z telegrafem nie jest jeszcze urządzone. Hooker i Henry decydują się na szlaban.

### Szlaban
Lonnegan przychodzi z pieniędzmi, Billie patrzy, gdzie jest gangster w kolejce, następnie daje znak J.J., aby zaczął czytać „relację” z gonitwy. Doyle spóźnia się o kilka sekund. Zakład nie zostaje przyjęty. Do zabicia Hookera zostaje zatrudniony Salino, profesjonalny zabójca.

### Telegraf
J.J. i Kid Twist przebrani za malarzy wchodzą do biura, w którym Kid Twist ma za zadanie pokazać Lonneganowi, jak zrobią przekręt. Lonnegan daje się wciągnąć w tę grę. Tymczasem Hooker spędza noc z barmanką Lorettą Salino, która jak okazuje się później, miała zabić Johnny’ego. Zabija ją człowiek Gondorffa.

### Numer
Lonnegan czeka w kawiarni z 500 000$ na telefon. Kid Twist przekazuje informację, na jakiego konia ma postawić. Gangster idzie do zakładu, gdzie Henry nie zgadza się, aby przyjąć zakład, jednak gdy Lonnegan nazywa go tchórzem, Gondorff przyjmuje zakład. Do zakładu przychodzi Kid Twist pytając, jak postawił Lonnegan. Ten odpowiada, że postawił na pierwsze miejsce. Kid Twist mówi, że ten koń miał przebiec jako drugi. Pieniędzy już nie może odzyskać. W tym momencie do zakładu wchodzi FBI. Jeden z funkcjonariuszy mówi do Hookera, że może iść wolno. Gondorff „zabija” Johnny’ego, funkcjonariusz „zabija” Gondorffa, tymczasem Snyder wyprowadza Lonnegana. Gdy ten wyszedł, Henry i Johnny wstają, każą rozmontować zakład i odchodzą - zostawiając pieniądze pozostałym.

## Polski tytuł
Polski tytuł „Żądło” jest dosłownym tłumaczeniem angielskiego „The Sting”. W języku potocznym to słowo oznacza także „przekręt, oszustwo, numer”.